# Orthoskrjabinia bobica
Espèce
Synonymes
- Anonchotaenia bobica Clerc, 1903[1]

Orthoskrjabinia bobica est une espèce de cestodes de la famille des Paruterinidae.

## Systématique
L'espèce Orthoskrjabinia bobica a été décrite pour la première fois en 1903 par Wladimir Clerc (d) sous le protonyme d’Anonchotaenia bobica,.

## Publication originale
- W. Clerc, « Contribution à l'étude de la faune helminthologique de l'Oural », Revue suisse de zoologie, MHNG, vol. 11,‎ 1903, p. 241–368 (ISSN 0035-418X, DOI 10.5962/BHL.PART.22183, lire en ligne).